# روي إس. بنسون
روي إس. بنسون (بالإنجليزية: Roy S. Benson)‏ هو رجل غواصة وضابط أمريكي، ولد في 7 ديسمبر 1906 في كونكورد في الولايات المتحدة، وتوفي في 7 فبراير 1995 في واشنطن العاصمة في الولايات المتحدة.